# Arc volcanique des Cascades
Pour les articles homonymes, voir Cascades.
Ne doit pas être confondu avec Chaîne des Cascades.

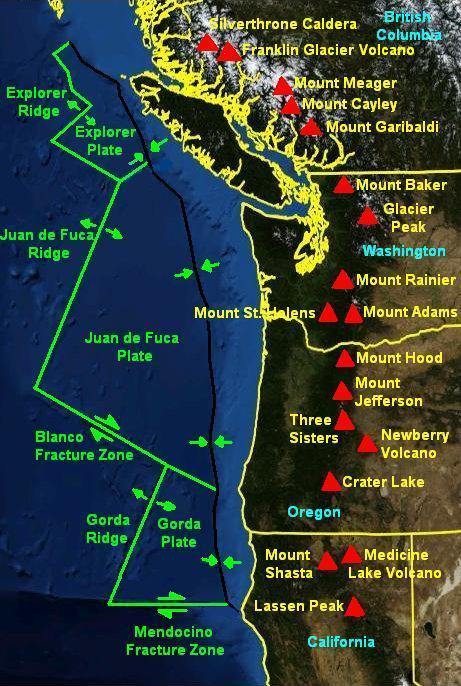
Carte de l'arc volcanique des Cascades et de la plaque Juan de Fuca à laquelle son volcanisme est associé.

L'arc volcanique des Cascades, aussi appelé arc des Cascades, en anglais Cascade Volcanic Arc et Cascade Arc, est un arc volcanique d'Amérique du Nord s'étendant de la province canadienne de la Colombie-Britannique au nord à l'État américain de la Californie au sud en passant par les États de Washington et de l'Oregon. Les 26 volcans formant cet arc volcanique sont alimentés par un magma provenant de la subduction de la plaque Juan de Fuca sous la plaque nord-américaine. Bien qu'il tienne son nom de la chaîne des Cascades, l'arc s'étend également en dehors de cette chaîne montagneuse.
De nombreuses grandes villes se trouvent à proximité de ces volcans, notamment Seattle, Portland et Vancouver et la population globale de la région dépasse les 10 000 000 d'habitants. L'ensemble de l'arc peut être affecté par l'activité volcanique et les séismes.
Parce que la population du Nord-Ouest Pacifique augmente rapidement, les volcans des Cascades sont parmi les plus dangereux, en raison de leur histoire éruptive, des éruptions potentielles et parce qu'ils reposent sur des roches volcaniques altérées qui sont susceptibles de se casser. Le mont Rainier fait partie de l'ensemble des Decade Volcanoes qui sont particulièrement surveillés du fait de leurs menaces, dans le cas présent sur Seattle et Tacoma.
Beaucoup de grands et de longs glissements de terrain en provenance des volcans des Cascades ont inondé des vallées à des dizaines de kilomètres de leurs sources, et quelques-unes des zones inondées abritent maintenant une forte population.
Les volcans des Cascades font partie de la ceinture de feu du Pacifique. Ils sont le lieu des éruptions les plus récentes des États-Unis et du Canada.

## Géographie

### Topographie
Certains des volcans de l'arc volcanique des Cascades peuvent être volumineux tel le Medicine Lake avec 600 km3 ou encore le cratère Newberry avec 450 km3 et ils peuvent culminer à des altitudes élevées comme le mont Rainier et le mont Shasta qui dépassent les 4 300 mètres d'altitude.

### Géologie
L'arc des Cascades comprend près de 20 volcans majeurs, parmi un total de plus de 4 000 différents fractures volcaniques, dont de nombreux stratovolcans, volcans boucliers, des dômes de lave et des cônes de scories, ainsi que quelques exemples isolés de formes volcaniques plus rares tels que les tuyas.
Les premiers volcans de l'arc volcanique des Cascades sont nés il y a environ 37 millions d'années mais la plupart des volcans actuels ont moins de 2 millions d'années et les plus jeunes ont moins de 100 000 ans. Ces volcans émettent des laves visqueuses riches en silice ce qui provoque des éruptions généralement explosives pouvant être très puissantes et dévastatrices comme celle du mont Saint Helens en 1980. Le mont Garibaldi et le pic Glacier sont les seuls volcans de l'arc volcanique des Cascades à être composés uniquement de dacite.
Les éruptions de ces volcans gris se manifestent ainsi généralement pas des panaches volcaniques composés de cendres, des nuées ardentes et des lahars.
Au cours des 37 derniers millions d'années, l'Arc des Cascades a créé une chaîne de volcans le long du Pacifique Nord-Ouest. Plusieurs de ces volcans sont fréquemment actifs. Ils partagent certaines caractéristiques générales, mais chacun a ses propres caractéristiques uniques et son histoire géologique. Le pic Lassen en Californie, dont la dernière éruption remonte à 1917, est le volcan le plus méridional historiquement actif dans l'arc, tandis que le mont Meager en Colombie-Britannique, qui est entré en éruption il y a environ 2 350 ans, est généralement considéré comme celui le plus au nord de l'arc.
Un foyer volcanique se trouve au nord-ouest du mont Meager, il comprend la Caldeira de Silverthrone, qui est une caldeira de 20 km de large, profondément disséquée, qui peut aussi être le produit de la subduction des Cascades, car on y trouve de l'andésite, de l'andésite basaltique, de dacite et de rhyolite.
L'arc des Cascades semble être segmenté; la partie centrale est la plus active et l'extrémité nord la moins active.
Les laves, qui représentent la première étape dans le développement de l'arc volcanique des Cascades ont recouvert sur le sud de la chaîne des Cascades du Nord proprement dite, où le soulèvement de la chaîne a été moindre, une épaisse couche de roches volcaniques a ainsi été préservée.

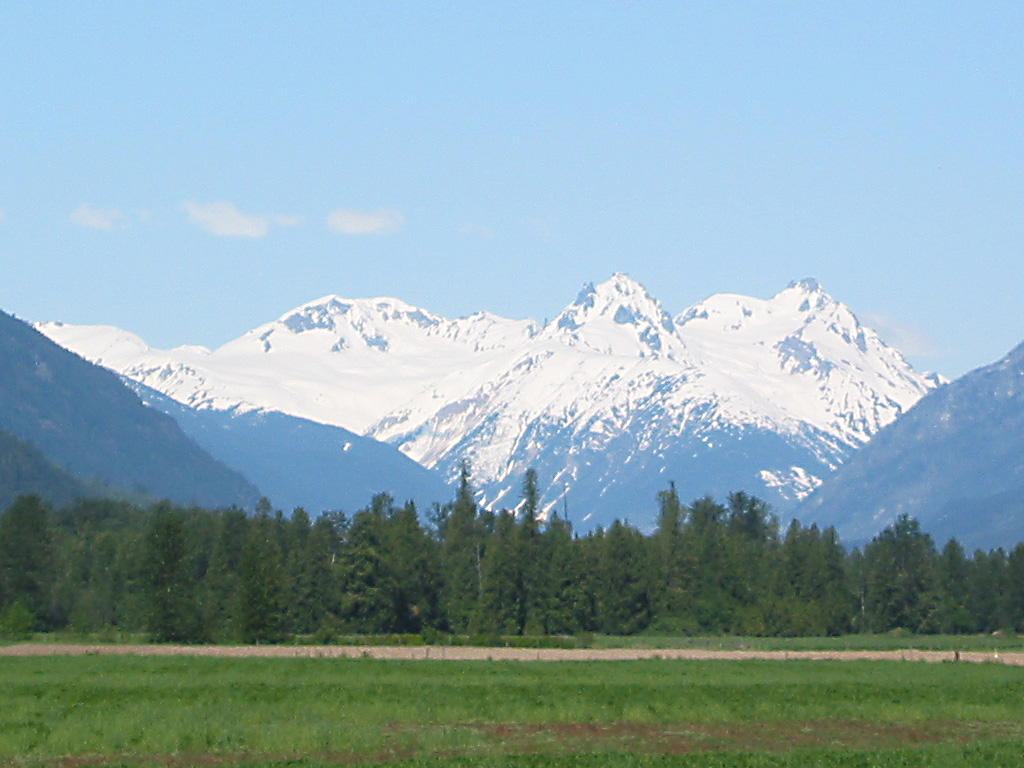
Le complexe volcanique du mont Meager.

Dans les Cascades du Nord, les géologues n'ont pas encore identifié avec certitude des roches volcaniques vieilles de 35 millions d'années, mais des vestiges du système volcanique de l'arc primitif interne persistent sous la forme de plutons, qui sont les chambres magmatiques cristallisées qui alimentaient autrefois le début de volcans des Cascades.
La principale chambre magmatique de l'arc des Cascades est le batholite de Chilliwack (en) qui se trouve dans le Parc national des North Cascades. Il existe également une chaîne de plutons vieux de 35 à 2.5 millions d'années. Les roches plus anciennes, envahies par ce magma ont été transformées par la chaleur dégagée. Ce métamorphisme de contact a produit des veines de cristaux dans les vieilles roches, les renforçant généralement et les rendant plus résistantes à l'érosion.
Là où la recristallisation était intense, les roches ont pris une nouvelle apparence plus sombre, dense et dure. Beaucoup de sommets des Cascades du Nord doivent leur importante proéminence à cette transformation. Les roches qui soutiennent des sommets comme le mont Shuksan sont en partie recristallisées par des plutons proches du batholithe.
La ceinture volcanique de Pemberton est une ceinture volcanique située au nord de la ceinture volcanique de Garibaldi qui s'est formée pendant le Miocène par la fracturation de l'extrémité nord de la plaque de Juan de Fuca. La Caldeira de Silverthrone est le seul volcan de la ceinture qui ait une activité volcanique depuis 1975.
La ceinture volcanique de Garibaldi est l'extension la plus septentrionale de l'arc. Elle est constituée essentiellement de stratovolcans mais aussi de caldeiras, de cônes volcaniques et de quelques coulées de lave. Les éruptions y ont été effusives ou éruptives avec épanchement de basalte ou de rhyolite. Les volcans y ont été façonnés par l'érosion glaciaire, la topographie et la composition du magma. Quatre volcans ont eu une activité sismique depuis 1975 dont le mont Garibaldi, le mont Cayley et le mont Meager.

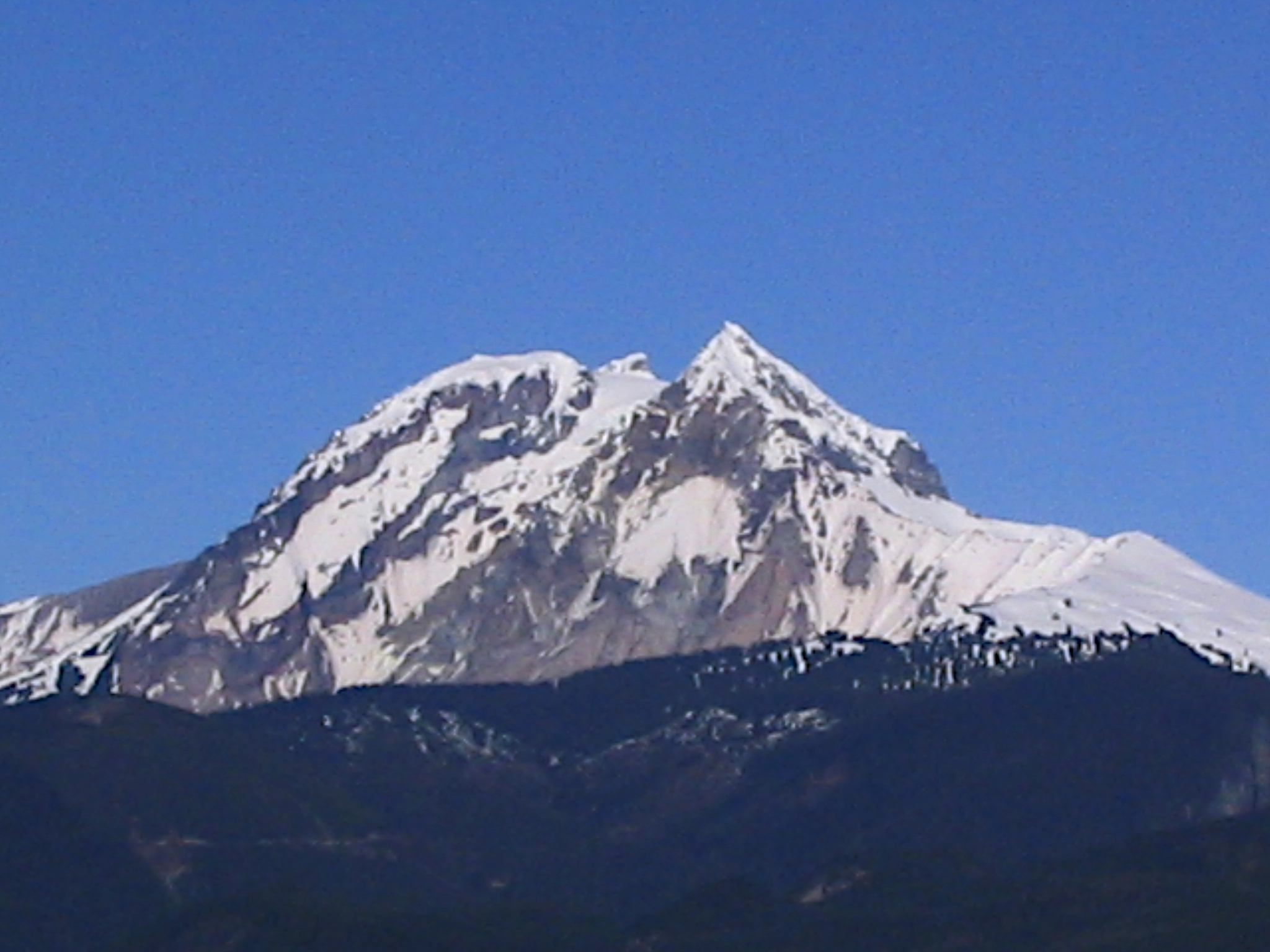
Le mont Garibaldi vu depuis Squamish

Le mont Meager est le volcan le plus instable du Canada. Il a déposé de l'argile et des roches sur plusieurs mètres d'épaisseur dans la vallée de Pemberton au moins trois fois au cours des 7 300 dernières années.
Un forage récent dans le lit de la vallée de Pemberton a rencontré les restes d'un flux de débris qui avait voyagé sur 50 kilomètres depuis le volcan peu avant sa dernière éruption.
Environ 1 000 000 000 m3 de roche et de sable se sont répandus sur la largeur de la vallée. Deux flux de lave torrentielle précédents, il y a environ 4 450 et 7 300 ans, ont envoyé des débris au moins à 32 kilomètres du volcan. Récemment, le volcan a engendré des glissements de terrain plus petits, environ tous les dix ans, y compris un en 1975 qui a tué quatre géologues près du Meager Creek. La périodicité possible d'écoulements majeurs qui recouvrent la vallée est estimée à 2 400 ans. Il n'y a aucun signe d'activité volcanique avec lors de ces événements. Cependant les scientifiques avertissent que le volcan pourrait sortir un autre flux de lave torrentielle massif sur des zones peuplées n'importe quand et sans avertissement.

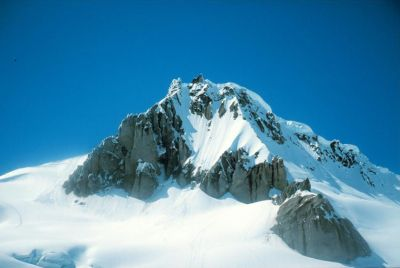
La face sud du mont Cayley.

Dans le passé, le mont Rainier a lui aussi produit de nombreux avalanches de débris ainsi que d'énormes lahars du fait de la présence d'une épaisse couche de glace. Ces coulées sont descendues jusqu'au Puget Sound.
Il y a environ 5 000 ans, un grand pan du volcan a glissé et a produit la coulée de boue d'Osceola, qui est allé entièrement sur le site actuel de Tacoma et au sud de Seattle. Cette avalanche massive de roche et de glace a fait baisser son altitude de 500 mètres autour de 4 300 mètres actuellement. Il y a environ 530 à 550 ans, la coulée de boue d'Electron est survenue, bien que celle-ci n'ait pas eu lieu à la même échelle que celle d'Osceola.

## Éruptions des Cascades
Onze des treize volcans présents sur le territoire des États-Unis ont eu une éruption lors des derniers 4 000 ans, dont 7 lors des deux derniers siècles. On recense plus de 100 éruptions au total sur le millénaire dont beaucoup d'explosives. Certains volcans peuvent être endormis pendant des centaines ou des milliers d'années entre deux éruptions ce qui rend le risque moins visible.
Lors des crises éruptives, les coulées pyroclastiques, de lave et les glissements de terrain peuvent dévaster jusqu'à plus de 10 miles du volcan. Les lahars peuvent s'étendre bien en aval des vallées. Les projections de cendres provenant d'éruptions explosives peuvent perturber les activités humaines à des centaines de miles sous le vent et la dérive des nuages peut provoquer de graves dommages aux avions à réaction même très éloignés.
Actuellement, les volcans de Colombie-Britannique sont endormis alors que ceux des états de Californie, Oregon et Washington sont actifs.

### Catastrophes majeures
- L'éruption du mont Saint Helens en 1980 a été une des éruptions les plus étudiées dans l'histoire humaine. Il s'agissait d'une éruption plinienne d'une indice d'explosivité volcanique de 5 sur l'échelle VEI. Un séisme est survenu le 18 mai 1980 à 8h32 causant l'explosion et le glissement de la face nord du volcan. Une colonne de cendres s'est élevée dans l'atmosphère et a déposé des débris dans 11 états différents. L'éruption a causé la mort de 57 personnes et de milliers d'animaux. Elle a entraîné des dégâts de plus d'un milliard de dollars.
- Éruption du pic Lassen : Le 22 mai 1915, une éruption explosive a dévasté les environs et a projeté des cendres à 320 km vers l'est. le panache de cendres est monté à plus de 9 000 m et était visible jusqu'à Eureka. Une coulée pyroclastique a recouvert 7,8 km2.
- Éruption du mont Meager : ce volcan a produit, il y a environ 2 400 ans, la plus récente éruption volcanique de l'actuel Canada. Il a envoyé des cendres jusque dans l'Alberta. Ce fut une explosion similaire à celle du mont Saint Helens. Cette activité volcanique a produit des dépôts présents aujourd'hui le long de la Lillooet et connus sous le nom de Pebble Creek Formation (en).
- Éruption du mont Mazama : survenue il y a 7 700 ans, l'éruption du mont Mazama a été très violente, elle a soufflé une grande partie du sommet du volcan, ne laissant qu'une caldeira dans laquelle se trouve aujourd'hui le Crater Lake.

## Présence humaine

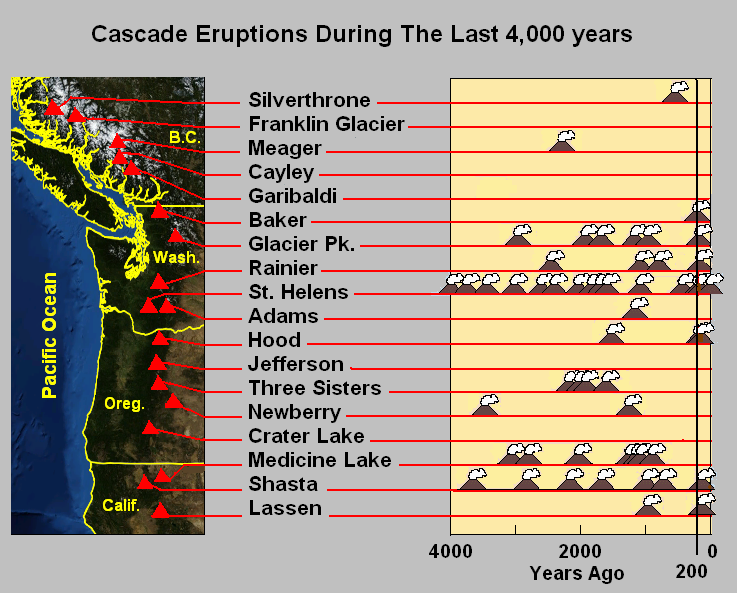
Chronologie de l'activité des volcans pendant les 4000 dernières années.

Les Amérindiens habitent cette région depuis des milliers d'années et ils ont développé leurs propres mythes et légendes concernant l'Arc volcanique des Cascades. Certains de leurs récits racontent que les monts Baker, Jefferson, Shasta et Garibaldi étaient utilisés comme refuge pour se protéger d'une grosse inondation. D'autres histoires, comme le récit du Pont des Dieux, faisaient état de plusieurs sommets, en anglais High Cascades, comme le mont Hood et le mont Adams, qui agissaient tels des chefs divins se faisant la guerre en se lançant du feu et des pierres. Le mont Saint Helens dont l'apparence gracieuse reflétait les années précédant 1980, fut régalé pour devenir une belle jeune fille pour laquelle Hood et Adams se querellaient. Parmi les nombreuses histoires concernant le mont Baker, l'une raconte que le volcan était autrefois marié au mont Rainier et qu'il vivait tout près. Puis, en raison d'une dispute conjugale, il se releva et marcha vers le nord pour atteindre sa place actuelle. Les tribus autochtones ont également développé leurs propres noms pour les High Cascades et pour bon nombre de pics plus petits, le plus connu pour les non-autochtones étant Tahoma, le nom donné au mont Rainier en Lushootseed. Les mont Cayley et Black Tusk sont connus comme « le lieu d'atterrissage de l'Oiseau-tonnerre » par le peuple Squamish vivant tout près.
Des sources chaudes dans la partie canadienne de l'arc, étaient à l'origine utilisées et vénérées par les premières nations. Les sources situées sur la vallée du Meager Creek (en) sont appelées Teiq dans la langue parlée sur les bords du fleuve Lillooet et sont aussi les plus éloignées lorsque l'on remonte ce fleuve. Les êtres spirituels / sorciers connus comme étant "les Transformateurs" parvinrent jusqu'à elles au cours de leur voyage dans le Lillooet Country (en), il s'agissait d'un lieu "formateur" où les jeunes hommes issus des Premières Nations se rendaient afin de bénéficier des bienfaits des sources qui leur permettaient d'acquérir pouvoir et connaissance. Dans cette région, on trouva également la pointe de la cornemuse du chef blackstone, un artefact célèbre pour le peuple Lillooet ; elle était enterrée dans des cendres volcaniques, on suppose que cela remonte à l'éruption du mont Meager qui eut lieu il y a 2 350 ans.

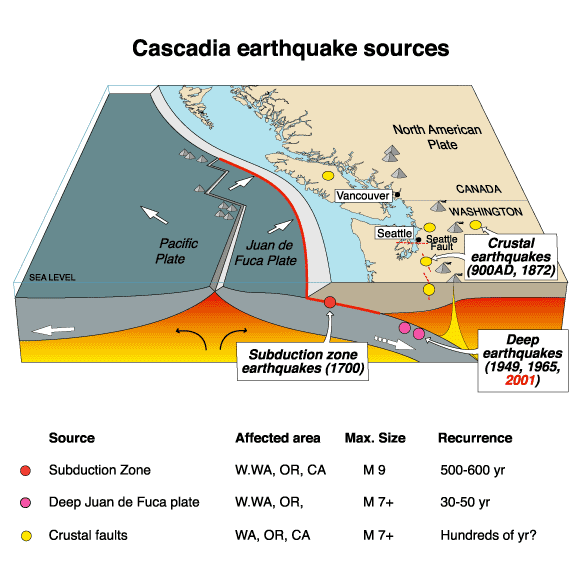
Schéma de la subduction des Cascades

Nombreuses sont les légendes associées aux grands volcans, ainsi qu'à d'autres pics et caractéristiques géographiques de l'arc, y compris ses nombreuses sources chaudes, cascades, tours en pierre et d'autres formations. Des histoires sur Tahoma, aujourd'hui appelé mont Rainier et sur l'homonyme de Tacoma, Washington, font allusion à de superbes grottes cachées à l'intérieur desquelles on peut voir des géants endormis, des apparitions et d'autres merveilles liées aux volcans de Washington, et le mont Shasta en Californie a longtemps été connu comme étant associé au monde des Lémuriens, des extraterrestres, des elfes et, comme partout dans l'arc, au monde des créatures Sasquatch ou Bigfoot.
Au printemps 1792, le navigateur britannique George Vancouver entra dans le Puget Sound et commença à donner des noms anglais aux hautes montagnes qu'il voyait. Le mont Baker fut nommé en l'honneur du troisième lieutenant de Vancouver, le gracieux mont Saint Helens porte le nom d'un célèbre diplomate, le mont Hood celui de Samuel Hood, 1er vicomte Hood (un amiral de la Royal Navy), et le plus haut sommet des Cascades, le mont Rainier, est l'homonyme du contre-amiral Peter Rainier. L'expédition de Vancouver ne donna cependant pas de nom à l'arc que constituaient ces sommets. Alors que le commerce maritime se poursuivait dans le Détroit de Géorgie et dans le Puget Sound dans les années 1790 et après, les sommets des monts Rainier et Baker devinrent familiers aux capitaines et à leurs équipages (ceux d'origine britannique ou américaine surtout mais pas exclusivement).
À l'exception de l'éruption de 1915 du pic Lassen qui se trouvait loin, en Californie du Nord, l'arc resta tranquille pendant plus d'un siècle. Puis, le 18 mai 1980, l'éruption spectaculaire du mont Saint Helens que l'on connaissait peu, brisa ce silence et attira l'attention du monde entier sur l'arc.
Des géologues craignaient également que l'éruption du mont Saint Helens soit un signe que les volcans des Cascades, longtemps en sommeil, ne se réveillent, une fois de plus, comme ce fut le cas dans les années allant de 1800 à 1857 lorsque huit volcans au total entrèrent en éruption. Il n'y en eut pas d'autres depuis, mais des précautions ont néanmoins été prises, comme la mise en place d'un système pour avertir tout lahar concernant le mont Rainier (Mount Rainier Volcano Lahar Warning System en anglais) dans le Comté de Pierce.

## Liste des volcans
| Nom                               | Localisation         | Coordonnées                   | Altitude | Dernière éruption                   |
| --------------------------------- | -------------------- | ----------------------------- | -------- | ----------------------------------- |
| Mont Silverthrone                 | Colombie-Britannique | 51° 26′ N, 126° 18′ O         | 3 160 m  | Inconnue                            |
| Volcan Glacier Franklin           | Colombie-Britannique | 51° 20′ 00″ N, 125° 24′ 00″ O | 2 252 m  | Pliocène                            |
| Mont Meager                       | Colombie-Britannique | 50° 38′ N, 123° 30′ O         | 2 680 m  | 400 av. J.-C.                       |
| Mont Cayley                       | Colombie-Britannique | 50° 07′ 13″ N, 123° 17′ 26″ O | 2 377 m  | Inconnue                            |
| Champ volcanique du lac Garibaldi | Colombie-Britannique | 49° 55′ N, 123° 02′ O         | 2 319 m  | Holocène                            |
| Mont Garibaldi                    | Colombie-Britannique | 49° 51′ N, 123° 00′ O         | 2 678 m  | 8060 av. J.-C.                      |
| Mont Baker                        | Washington           | 48° 46′ 37″ N, 121° 48′ 47″ O | 3 285 m  | 7 septembre au 27 novembre 1880     |
| Pic Glacier                       | Washington           | 48° 06′ 43″ N, 121° 06′ 47″ O | 3 213 m  | 1700                                |
| Mont Rainier                      | Washington           | 46° 51′ 11″ N, 121° 45′ 36″ O | 4 392 m  | 21 novembre au 24 décembre 1894     |
| Goat Rocks                        | Washington           | 46° 29′ 19″ N, 121° 24′ 21″ O | 2 494 m  | 730 000 ans                         |
| Mont Saint Helens                 | Washington           | 46° 12′ N, 122° 11′ O         | 2 549 m  | 1er octobre 2004 au 27 janvier 2008 |
| Mont Adams                        | Washington           | 46° 12′ 22″ N, 121° 29′ 24″ O | 3 742 m  | 950                                 |
| Mont Hood                         | Oregon               | 45° 22′ 26″ N, 121° 41′ 42″ O | 3 426 m  | 21 septembre 1865 à janvier 1866    |
| Mont Jefferson                    | Oregon               | 44° 40′ 26″ N, 121° 48′ 00″ O | 3 199 m  | 950                                 |
| Three Sisters                     | Oregon               | 44° 06′ 11″ N, 121° 46′ 05″ O | 3 157 m  | 50 av. J.-C.                        |
| Broken Top                        | Oregon               | 43° 25′ N, 113° 30′ O         | 1 846 m  | 130 av. J.-C.                       |
| Mont Bachelor                     | Oregon               | 43° 58′ 44″ N, 121° 41′ 17″ O | 2 763 m  | 5800 av. J.-C.                      |
| Cratère Newberry                  | Oregon               | 43° 43′ 19″ N, 121° 13′ 44″ O | 2 434 m  | 690                                 |
| Pic Diamond                       | Oregon               | 43° 31′ 14″ N, 122° 08′ 58″ O | 2 665 m  | 9000 av. J.-C.                      |
| Mont Thielsen                     | Oregon               | 43° 09′ 10″ N, 122° 04′ 00″ O | 2 799 m  | Inconnue                            |
| Mont Mazama                       | Oregon               | 42° 57′ 05″ N, 122° 10′ 08″ O | 2 487 m  | 2290 av. J.-C.                      |
| Mont Yamsay                       | Oregon               | 42° 55′ 50″ N, 121° 21′ 39″ O | 2 498 m  | Inconnue                            |
| Mont McLoughlin                   | Oregon               | 42° 26′ 40″ N, 122° 18′ 56″ O | 2 894 m  | 28000 av. J.-C.                     |
| Medicine Lake                     | Californie           | 41° 36′ 40″ N, 121° 33′ 14″ O | 2 412 m  | 1080                                |
| Mont Shasta                       | Californie           | 41° 24′ 32″ N, 122° 11′ 35″ O | 4 317 m  | 1786                                |
| Mont Tehama                       | Californie           | 40° 26′ 43″ N, 121° 33′ 33″ O | 2 815 m  | Inconnue                            |
| Pic Lassen                        | Californie           | 40° 29′ 31″ N, 121° 30′ 29″ O | 3 187 m  | 30 mai 1914 au 29 juin 1919         |

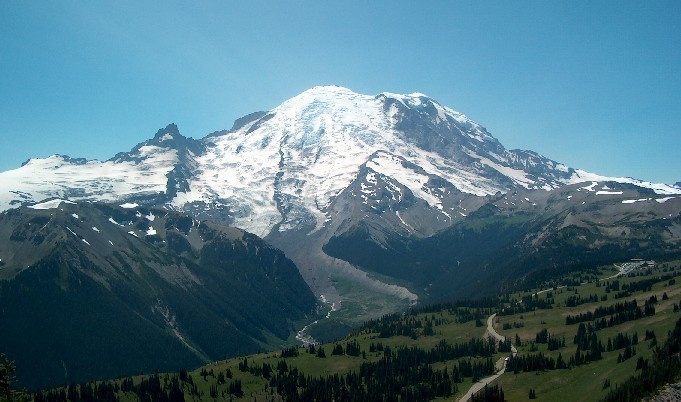
Le mont Rainier vu du Sourdough Ridge trail
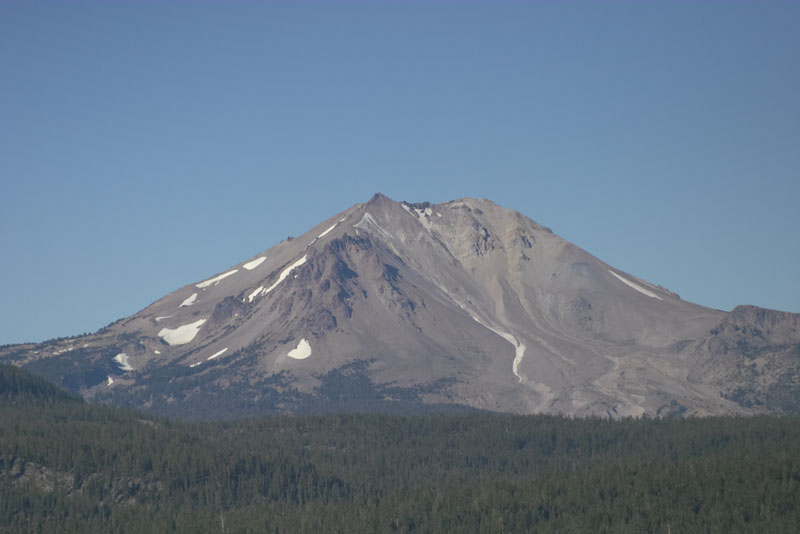
Le pic Lassen
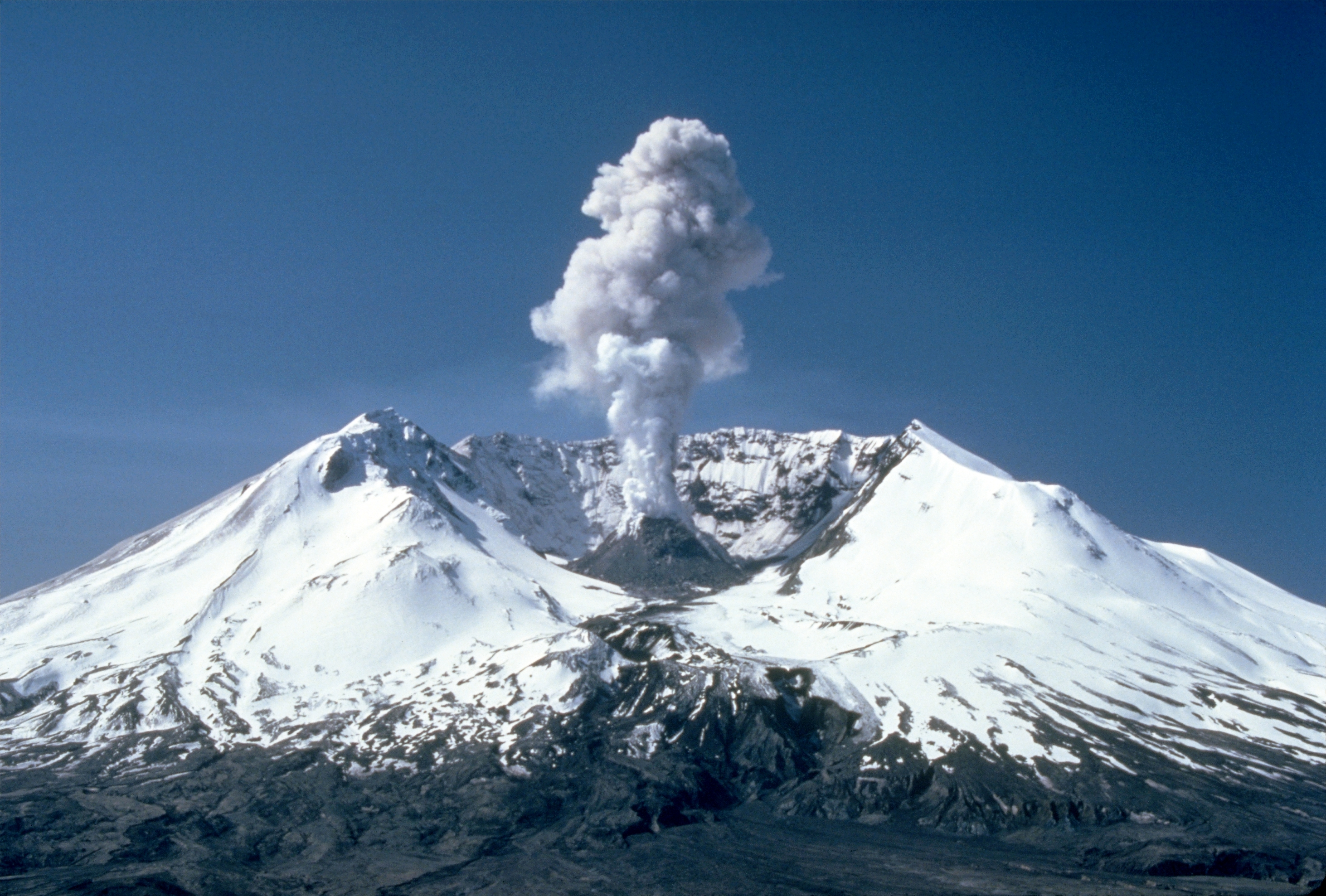
Le mont Saint Helens en éruption le 19 mai 1982
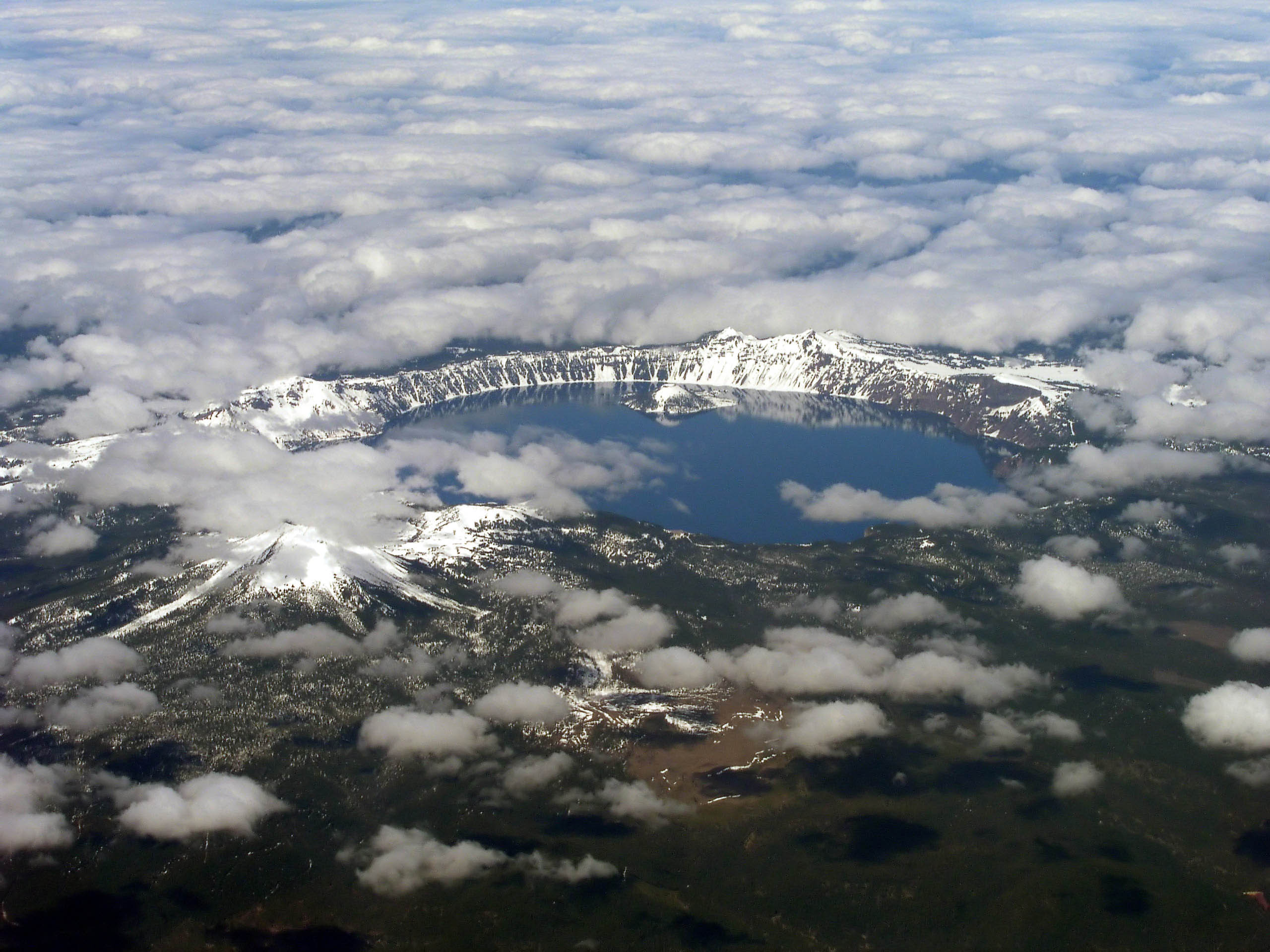
Vue aérienne du Crater Lake à l'emplacement du mont Mazama